# Амаги (посёлок)
Амаги (яп. 天城町 Амаги-тё:) — посёлок в Японии, находящийся в уезде Осима округа Осима префектуры Кагосима. Площадь посёлка составляет 80,35 км², население — 6223 человека (1 августа 2014), плотность населения — 77,45 чел./км².

## Географическое положение
Посёлок расположен на острове Токуносима в префектуре Кагосима региона Кюсю. С ним граничат посёлки Токуносима, Исен.

## Население
Население посёлка составляет 6223 человека (1 августа 2014), а плотность — 77,45 чел./км². Изменение численности населения с 1980 по 2005 годы:
| 1980 | 8775 чел. |  |
| 1985 | 8485 чел. |  |
| 1990 | 7874 чел. |  |
| 1995 | 7365 чел. |  |
| 2000 | 7212 чел. |  |
| 2005 | 7020 чел. |  |

## Символика
Деревом посёлка считается саговник поникающий, цветком — рододендрон.